# Castilleja wightii
Castilleja wightii là loài thực vật có hoa thuộc họ Cỏ chổi. Loài này được Elmer mô tả khoa học đầu tiên năm 1906.

## Hình ảnh

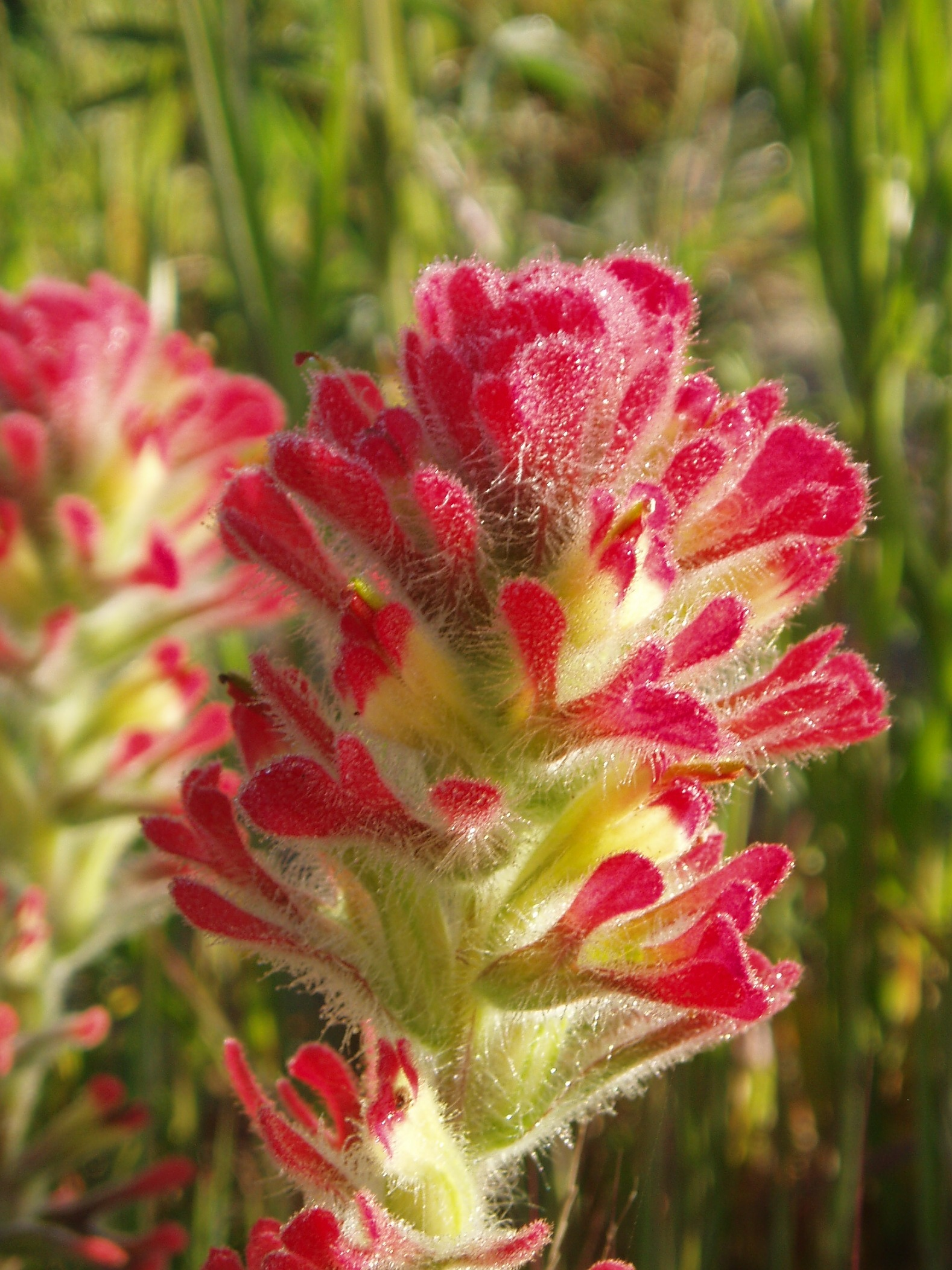